# Pont de Boyacá

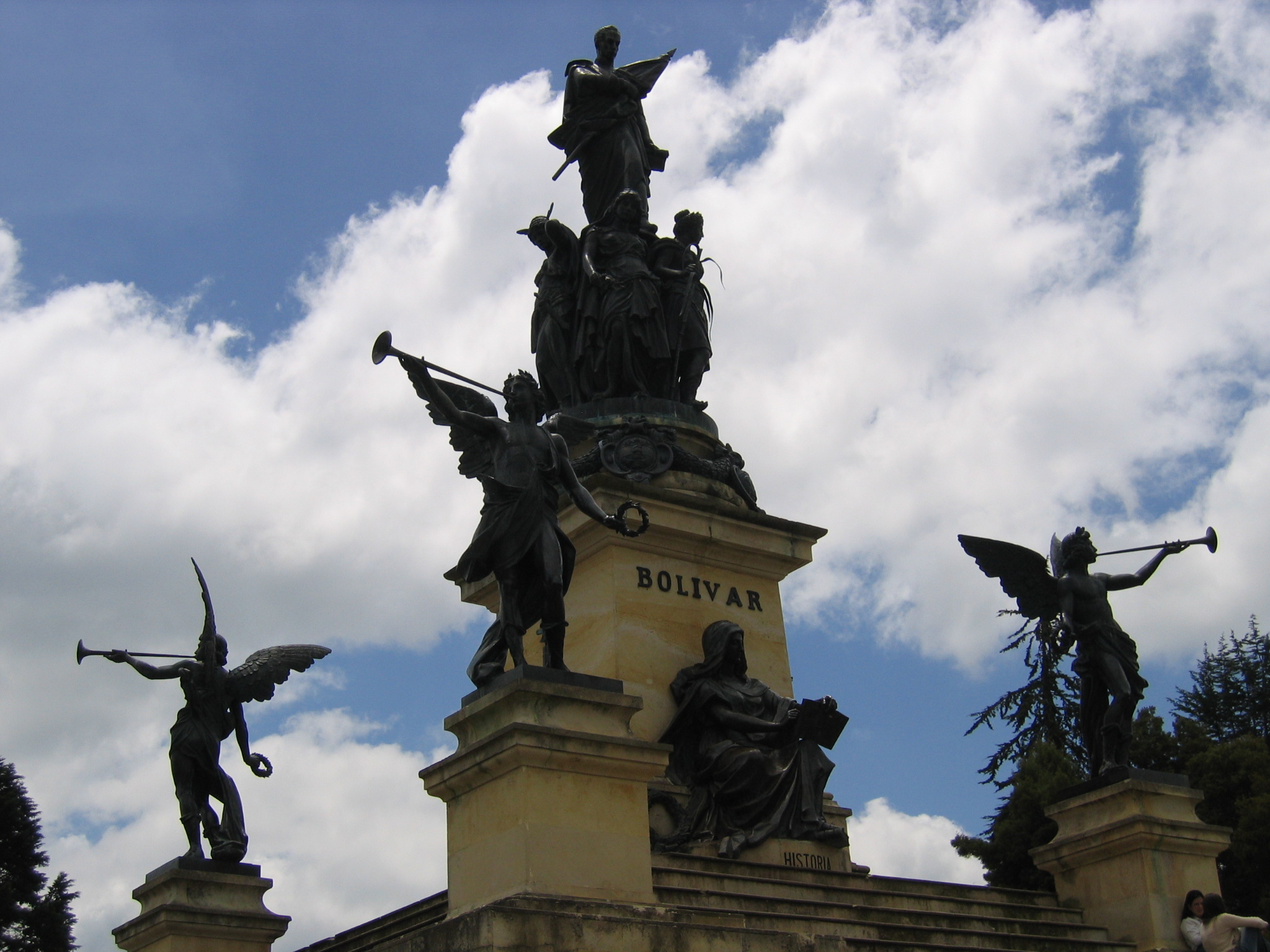
Monument Von Miller.

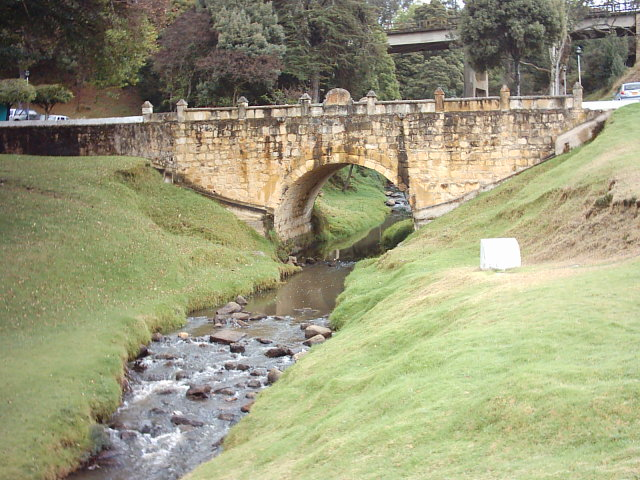
Riu Teatinos.

El pont de Boyacá passa a través del riu Teatinos al costat de la carretera entre les ciutats de Bogotà i Tunja pels Andes des del centre de la Colòmbia, a una distància de 110 quilòmetres al nord-est de Bogotà i a 14 quilòmetres al sud-oest de Tunja.
El pont es va fer famós per ser l'escenari de la batalla de Boyacá, que va donar la independència de Colòmbia el 7 d'agost de 1819.

## Monuments commemoratius
- La capella, amb quatre misses per dia.